# Qari Ahmadullah
Qari Ahmadullah (1975 – 27 dicembre 2001) è stato un politico afghano.
Fu il capo dell'intelligence talebana dal 1996 (anno in cui l'Afghanistan cadde sotto il controllo delle milizie talebane) al 2001.
Combatté a lungo contro il Fronte Islamico Unito per la Salvezza dell'Afghanistan: prima corrompendo alcuni guerriglieri obbligandoli a lasciare il fronte, poi guidando i talebani sempre contro il fronte nel nord del paese.
Grazie alla testimonianza di Abdul Haq Wasiq, si ha la certezza che Ahmadullah fu ministro dei servizi segreti e Governatore della provincia del Takhar.
Sempre Abdul Haq Wasiq ha descritto Ahmadullah come un uomo analfabeta.